# Uyak Island
Uyak Island ist eine unbewohnte Insel der Andreanof Islands, die zu den Aleuten 
gehören. Das etwa 250 m lange Eiland liegt an der Ostküste von Atka Island.